# Floyd (Iowa)
Floyd és una població dels Estats Units a l'estat d'Iowa. Segons el cens del 2000 tenia 361 habitants.

## Demografia
Segons el cens del 2000, Floyd tenia 361 habitants, 142 habitatges, i 102 famílies. La densitat de població era de 236,2 habitants/km².
Dels 142 habitatges en un 33,1% hi vivien nens de menys de 18 anys, en un 62% hi vivien parelles casades, en un 4,2% dones solteres, i en un 27,5% no eren unitats familiars. En el 23,2% dels habitatges hi vivien persones soles l'11,3% de les quals corresponia a persones de 65 anys o més que vivien soles. El nombre mitjà de persones vivint en cada habitatge era de 2,54 i el nombre mitjà de persones que vivien en cada família era de 2,99.
Per edats la població es repartia de la següent manera: un 24,4% tenia menys de 18 anys, un 9,4% entre 18 i 24, un 23,8% entre 25 i 44, un 29,4% de 45 a 60 i un 13% 65 anys o més.
L'edat mediana era de 40 anys. Per cada 100 dones de 18 o més anys hi havia 99,3 homes.
La renda mediana per habitatge era de 35.096 $ i la renda mediana per família de 36.458 $. Els homes tenien una renda mediana de 28.021 $ mentre que les dones 18.438 $. La renda per capita de la població era de 14.723 $. Entorn del 3,1% de les famílies i el 6,4% de la població estaven per davall del llindar de pobresa.

## Poblacions més properes
El següent diagrama mostra les poblacions més properes.